# 尼ヶ禿山
尼ヶ禿山（あまがはげやま）は、群馬県沼田市と利根郡みなかみ町の境界に位置する標高1,466.0mの山である。

## 概要
登山道の入り口は、麓の玉原高原にあり群馬県道266号上発知材木町線が通じている。山麓はブナ林に囲まれていて山頂からの眺めは開けている。東には発知川にある玉原ダムの堰止湖の玉原湖がある。北には利根川を堰き止めた藤原ダムと藤原湖がある。玉原湖から藤原湖へは北東の山麓の地下を水路が流れ、落差を利用した水力発電の玉原地下発電所がある。

## 近隣の山
- 武尊山
- 谷川岳
- 迦葉山
- 鹿俣山